# Onthophagus infaustus
Onthophagus infaustus là một loài bọ cánh cứng trong họ Bọ hung (Scarabaeidae).